# Campylobacter lari
El Campylobacter lari es una especie del género Campylobacter. Es una bacteria que suele presentarse en los seres humanos de una manera poco frecuente. Son barras espirales curvas Gram negativas con un solo flagelo polar sin funda.

## Historia
La infección por C. lari fue descrita por primera vez en 1980 por Skirrow y Benjamin, quienes aislaron el microorganismo de las gaviotas del género Larus. El organismo se llamó Campylobacter laridis en 1983, y el nombre se cambió a C. lari en 1990.
En 1984, se informó el primer caso de enfermedad humana relacionada con C. lari: bacteriemia mortal en un paciente inmunocomprometido con mieloma múltiple. Desde entonces, casos esporádicos de infección entérica, así como un brote de infección entérica por C. lari transmitido por el agua La bacteriemia causada por C. lari es excepcional.

## Características
C. lari pertenece al grupo de Campylobacter termofílicos que crecen óptimamente a 42 °C. Estas bacterias son microaerófilas (requieren oxígeno reducido) y capnofílicas (requieren un aumento de dióxido de carbono).
El reservorio principal de esta bacteria proviene de los animales como, por ejemplo: las aves de corral, aves silvestres, ganado y especialmente en aves playeras, aunque no parece causar una infección manifiesta en estos animales. La presencia de este patógeno es en el agua, asociada a grandes cantidades de lluvia y altas temperaturas. Los brotes han sido el resultado de suministros inadecuados o no clorados o cuando los reservorios están fecalmente contaminados por las aves.
El Campylobacter lari se ha asociado ocasionalmente con enfermedades humanas en pacientes inmunocomprometidos o pacientes debilitados. El C. lari es una causa infrecuente o posiblemente poco reconocida, de enfermedad humana.

## Subespecies
El Campylobacter lari se dividió en dos nuevas subespecies.
- C. lari subsp. lari
- C. lari subsp. concheus

## Diagnóstico
Las pruebas útiles para distinguir C. lari de otras especies de Campylobacter incluyen.
- Resistencia al ácido nalidíxico
- Demostración de crecimiento anaeróbico en presencia de trimetilamina- N- óxido
- Susceptibilidad al cloruro de trifenil tetrazolio, hidrólisis del acetato de indoxilo
- Ausencia de hidrólisis del hipurato.

Puede ser difícil distinguir C. lari de C. jejuni solo en función de las propiedades fenotípicas, especialmente porque se han descrito cepas de C. jejuni resistentes a los hipurato negativos y resistentes al ácido nalidíxico. Las pruebas moleculares son útiles en esta situación para confirmar la identificación.

## Síntomas
Esta bacteria va a producir cambios en el interior del cuerpo, por ejemplo, una infección en las vías urinarias y pleurales, en el tubo digestivo, dolor abdominal, diarrea, vómitos, escalos fríos y fiebre. Los pacientes inmunocomprometidos que estén en contacto con esta bacteria presentarán estos síntomas con un rango de entre 3 y 7 días.

## Tratamiento
Se ha realizado hemocultivos de esta bacteria, en donde ha dado como resultado lo siguiente.
- Es sensible a: amoxicilina, clavulanato, ticarcilina  clavulanato, gentamicina, fosfomicina, ciprofloxacina, eritromicina e imipenem.

- Resistente a: pefloxacina, sulfametoxazol-trimetoprima,  piperacilina tazobactam, cecilafarina,  cecilato, cecilato de cefalo, ceracofina.